# ナメラベラ
ナメラベラ (学名：Hologymnosus annulatus) は、ベラ科に分類される魚類の一種。インド太平洋に分布し、サンゴ礁や岩場に生息する。成魚の体には多数の横縞が入り、幼魚は白黒の体色が特徴である。

## 分類と名称
1801年にフランスの博物学者であるベルナール・ジェルマン・ド・ラセペードによって、Labrus annulatus として記載され、これはフィリベール・コメルソンの絵と記述に基づく。タイプ産地はモーリシャスであった。
属名は「完全に裸の」を意味し、鱗が無いことに由来するとされたが、実際は頭部に鱗が無く、胴部には小さな鱗がある。種小名は「輪」を意味し、成魚の体にある横縞を示すが、実際には体を一周していない。

## 分布
紅海および南アフリカから、ソシエテ諸島およびピトケアン諸島まで、北は南日本から、南はグレートバリアリーフおよびラパ島まで、インド太平洋に広く分布する。国内では伊豆・小笠原諸島および静岡県以南の太平洋岸(散発的)、南西諸島で見られる。

## 形態
体は細長く側扁しており、体の鱗は小さく、頭部に鱗は無い。顎の前方には二本の犬歯を持つ。雄は緑色で、多数の青色の横帯が入る。インド洋と紅海の個体群は、体側面中央に黄色の横帯が入る。頭部は紫色で、目を通る緑色の放射状の帯が入る。雌はオリーブ色がかった褐色で、17-19本の暗い横帯が入る。幼魚は背側が黄色、腹側が黒色。全長は通常35cm、最大で40cm。背鰭は9棘12軟条、臀鰭は3棘12軟条から成る。

## 生態
水深30m以上のサンゴ礁や岩礁に生息する。幼魚は海底付近で見られ、単独で生活する。魚類や甲殻類を捕食する。

## 人との関わり
地域によっては小規模な漁業で漁獲され、自給的に利用されている。混獲され、観賞魚として飼育されることもある。日本では沖縄県で安く流通していることがある。

## 画像

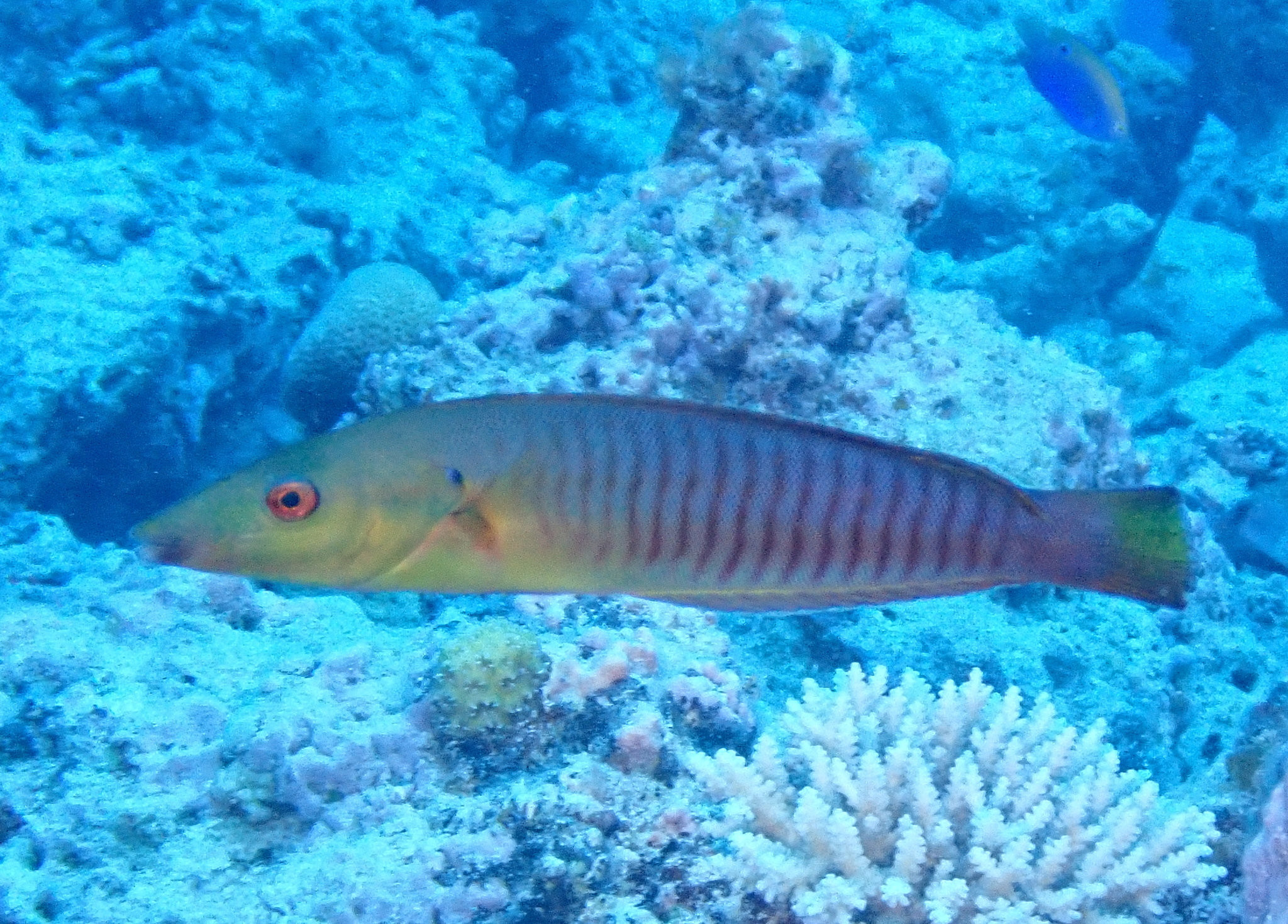
雌
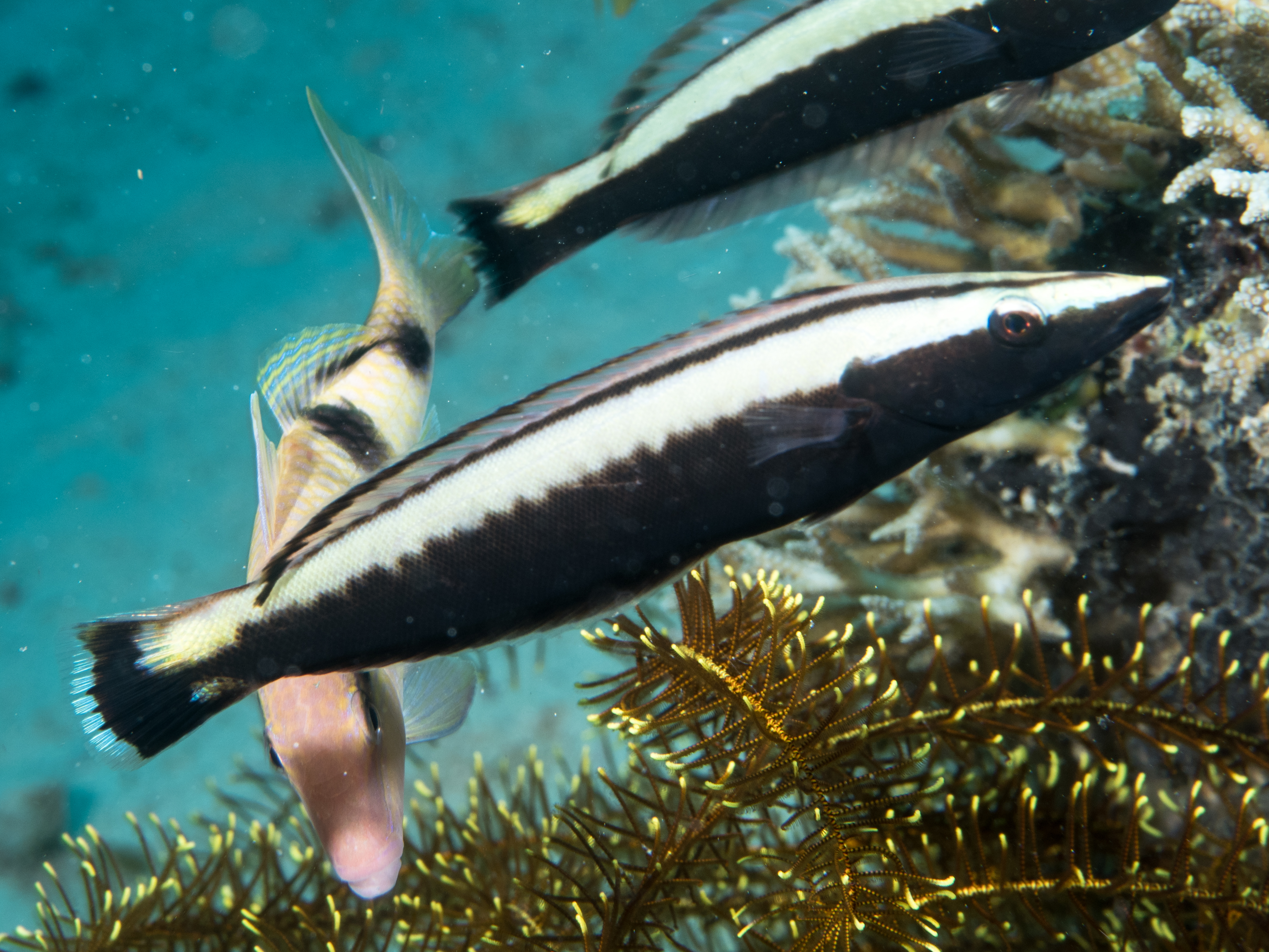
若魚
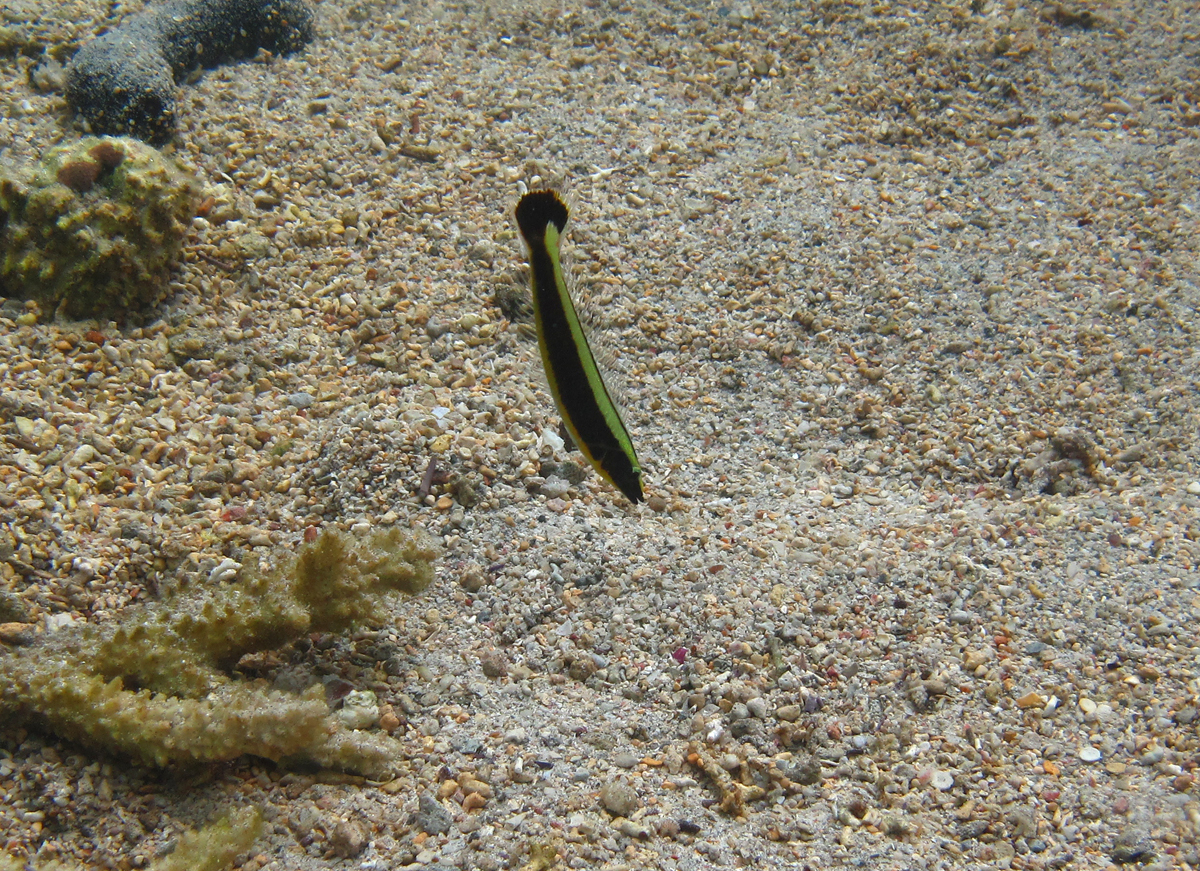
幼魚